# Игњат Јоб
Игњат Јоб (Дубровник, 28. март 1895 — Загреб, 28. април 1936) је био српски сликар.

## Биографија
Рођен је 1895. године у Дубровнику. У Дубровнику је похађао школу, коју је прекинуо 1910. године. Аустријске власти га хапсе због национализма 1914, јер му је старији брат Цвијето Јоб (1892-1815) погинуо као добровољац у Српској војсци за време Првог светског рата. Најпре га смештају у затвор у Шибенику, а касније у душевну болницу. Боравак у менталној установи извршиће велики утицај на Игњата Јоба и његову уметност.
Године 1917. долази у Загреб где се уписује у Вишу школу за уметност и обрт. Неко време борави у Риму и на Каприју. Године 1923. оженио се Живком Цветковић, са којом је живео на Лопуду, а затим, од 1924. у Београду, где се дружио са тамошњим сликарима - модернистима, највише са Петром Добровићем.
Године 1925. оболео је од туберкулозе па је лето провео на Овчару, па се потом са породицом преселио у село Кулину испод Јастрепца недалеко од Крушевца. Тамо је, у малом формату, по сећању обрађивао приморске теме. У Кулини му је умрла и тек рођена ћерка. Године 1927. је у Шибенику, а од 1928. у Супетру на Брачу где полако његов стил почиње да личи на стил Ван Гога.
Прву самосталну изложбу у Сплиту, имао је 1929. године, која је привукла пуно пажње, али је изазвала и негативне реакције. Његова следећа самостална изложба у Галић салону у Сплиту показала је да се његов стил развио ка експресионизму. Између 1934. и 1935. живео је у Београду и Загребу, а затим и у Супетару.
Игњат Јоб један је од представника колористичког водећег стила у српској уметности тридесетих година 20. века. Међутим, Јоб се издваја од других по избору тема и мотива. Реч је о призорима који по маштовитости и необичним ситуацијама одударају од смиреног и озбиљног представљања детаља из свакодневног живота, какво се може видети на сликама његових савременика. Најплоднија уметникова стваралачка фаза везана је за Шибеник и Брач. На представама приморских мотива дошао је до пуног изражаја његов талент.
Умро је 1936. године у Загребу у својој 41. години живота.
Из првог брака имао је ћерку Марију, а у другом браку са учитељицом Живком Цветковић имао је ћерку Цвијету и сина Растка. Ћерка Цвијета Јоб (1924—2013) била је такође сликарка.

## Група „Облик“
Заједно са својим колегама Петром Палавичинијем и Бранком Поповићем, Јован Бијелић је 1926. године формирао групу „Облик“ коме приступају: Петар Добровић, Живорад Настасијевић, Тома Росандић, Вељко Станојевић, Сретен Стојановић, Сава Шумановић и Марино Тартаља као чланови оснивачи, а касније овој групи приступају: Игњат Јоб, Зора Петровић, Иван Радовић, Мате Размиловић, Ристо Стијовић, архитект Драгиша Брашован. Ова групу су сачињавали већ афирмисани ликовни уметници. Правила групе су донета на седници од 8. новембра 1930. године а Министарство унутрашњих послова их је потврдило 20. јул 1932. године.

## Јавне колекције
Слике Игњата Јоба се налазе изложене у следећим јавним колекцијама:
- Народни музеј Београд,
- Музеј савремене уметности у Београду,
- Спомен-збирка Павла Бељанског Нови Сад,
- Скупштина Србије,
- Музеј модерне уметности Дубровник,
- Модерна галерија Загреб,
- Галерија уметнина Сплит,
- Галерија уметнина Задар,
- Галерија уметности Бранислав Дешковић Бол на Брачу,

## Галерија
- Рибари (1926)
- Рибља пијаца (1927)
- Игњат Јоб: Мој дом у Супетру (1929)
- Игњат Јоб: Аутопортрет (1931)
- Игњат Јоб: Камени сто (1935)
- Игњат Јоб: Маслине I (1935)
- Игњат Јоб: Копачи